# Moschea Arap
La moschea Arap (in turco Arap Camii, letteralmente moschea degli arabi ) è una moschea sita nel quartiere di Karaköy (storicamente Galata) del distretto di Beyoğlu, a Istanbul, in Turchia. Venne costruita nel 1325 dai frati domenicani, vicino o accanto ad una vecchia cappella cattolica del XIII secolo dedicata a san Paolo nel 1233. Anche se le strutture vennero alterate durante l'Impero ottomano, essa rappresenta l'unico esempio di architettura gotica ancora esistente ad Istanbul.

## Ubicazione
L'edificio si trova ad Istanbul, nel distretto di Beyoğlu, nelle vicinanze di Karaköy (la Galata medievale), su Galata Mahkemesi Sokak, non lontana dalla riva sinistra del Corno d'Oro. Essa è circondata da negozi di artigianato.

## Storia

### Periodo bizantino
Durante il VI secolo venne edificata in questo sito una chiesa bizantina probabilmente dedicata a sant'Irene. Di questa chiesa rimane soltanto parte di una parete.
La tradizione che afferma la moschea sia stata costruita durante l'assedio arabo di Costantinopoli del 717–18 da parte di Maslama ibn Abd al-Malik (comandante e cugino del califfo Umar II) deve essere considerata una leggenda, poiché gli arabi assediarono le mura di Costantinopoli sulla riva meridionale del Corno d'Oro e non penetrarono mai nella cittadella di Galata (Pera) sulla riva nord.
Nel 1233, durante l'Impero latino di Costantinopoli (1204–1261) dopo la quarta crociata, questa chiesa venne sostituita da una piccola cappella, dedicata a san Paolo.
Nel 1299, il frate domenicano Guillaume Bernard de Sévérac acquistò una casa vicina alla chiesa, dove fondò un monastero con 12 confratelli. Nel 1307, l'imperatore bizantino Andronico II Paleologo spostò i domenicani di Costantinopoli nel quartiere genovese di Pera.
Una nuova chiesa, molto più grande, venne costruita accanto alla cappella di San Paolo nel 1325. Da allora la chiesa venne ufficialmente dedicata a san Domenico, ma la gente del luogo continuò a chiamarla con il vecchio nome. Nel 1407 papa Gregorio XII, allo scopo di assicurare la gestione della chiesa, concedette indulgenze ai visitatori del monastero di San Paolo.

### Periodo ottomano

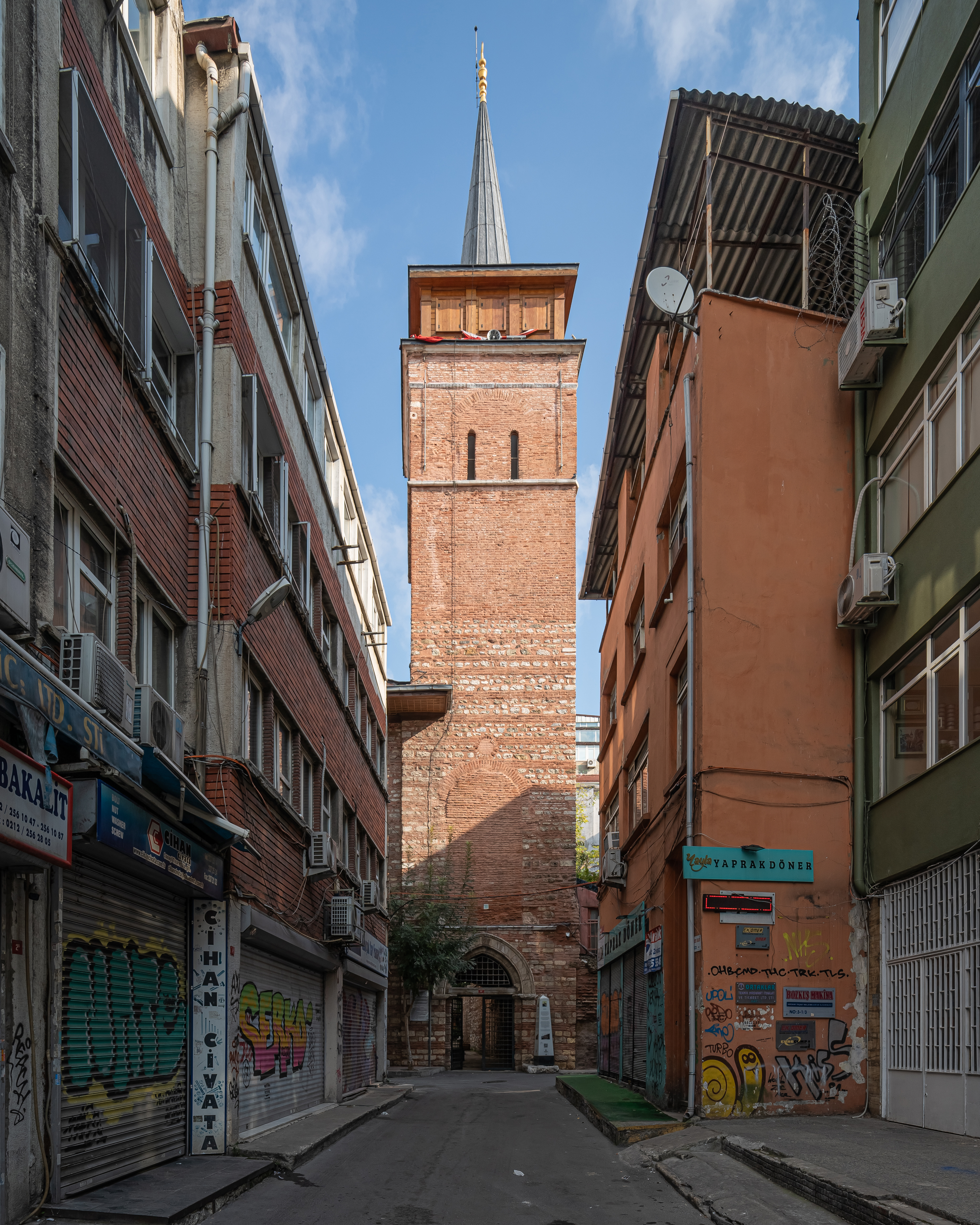
Vista del minareto, in origine il campanile.

Dopo la caduta di Costantinopoli, secondo le capitolazioni dell'Impero ottomano concluse con la Repubblica di Genova, la chiesa, in quel tempo nota ai turchi come Mesa Domenico, rimase in mani genovesi, ma tra il 1475 ed il 1478 venne trasformata, con piccole modifiche, in una moschea, da parte del sultano Mehmed II, assumendo il nome di Galata Camii ("Moschea di Galata") o Cami-i Kebir ("grande moschea"). I frati vennero trasferiti nel monastero di San Pietro a Galata nel 1476, mentre i paramenti sacri vennero inviati a Genova e gli archivi a Caffa.
Verso la fine del secolo il sultano Bayezid II assegnò l'edificio ai musulmani di Spagna (Andalusia), sfuggiti all'Inquisizione spagnola ed emigrati ad Istanbul; da cui il nome attuale Arap Camii (moschea degli arabi). Il sultano Mehmet III fece restaurare l'edificio, e verso la fine del XVII secolo le case intorno alla moschea furono abbattute in modo da evitare rumore.
Dopo il grande incendio di Galata del 1731, negli anni 1734/35 la madre di Mahmud I, Saliha Sultan fece restaurare l'edificio, modificando i finestroni ed il portale dallo stile gotico a quello ottomano. Dopo un altro incendio del 1808, a metà del XIX secolo, la figlia di Mahmud II, Adile Sultan, fece ristrutturare la moschea nel 1868 facendo costruire un şadirvan (fontana per le abluzioni prima della preghiera) nel cortile.
Fra il 1913 ed il 1919, Giridli Hasan Bey restaurò nuovamente la moschea in maniera radicale. Durante la sostituzione del pavimento di legno, vennero alla luce diverse lapidi funerarie di genovesi risalenti fra la metà del XIV secolo e quella del XV. Esse vennero poi traslate ai Musei archeologici di Istanbul.
Nel 2013, è stato concluso un ampio restauro dell`edificio.

## Descrizione
Eretta secondo il modello delle chiese italiane dell'ordine mendicante del periodo, è a pianta rettangolare a tre navate, con presbiterio quadrangolare coperto da volta a costoloni.

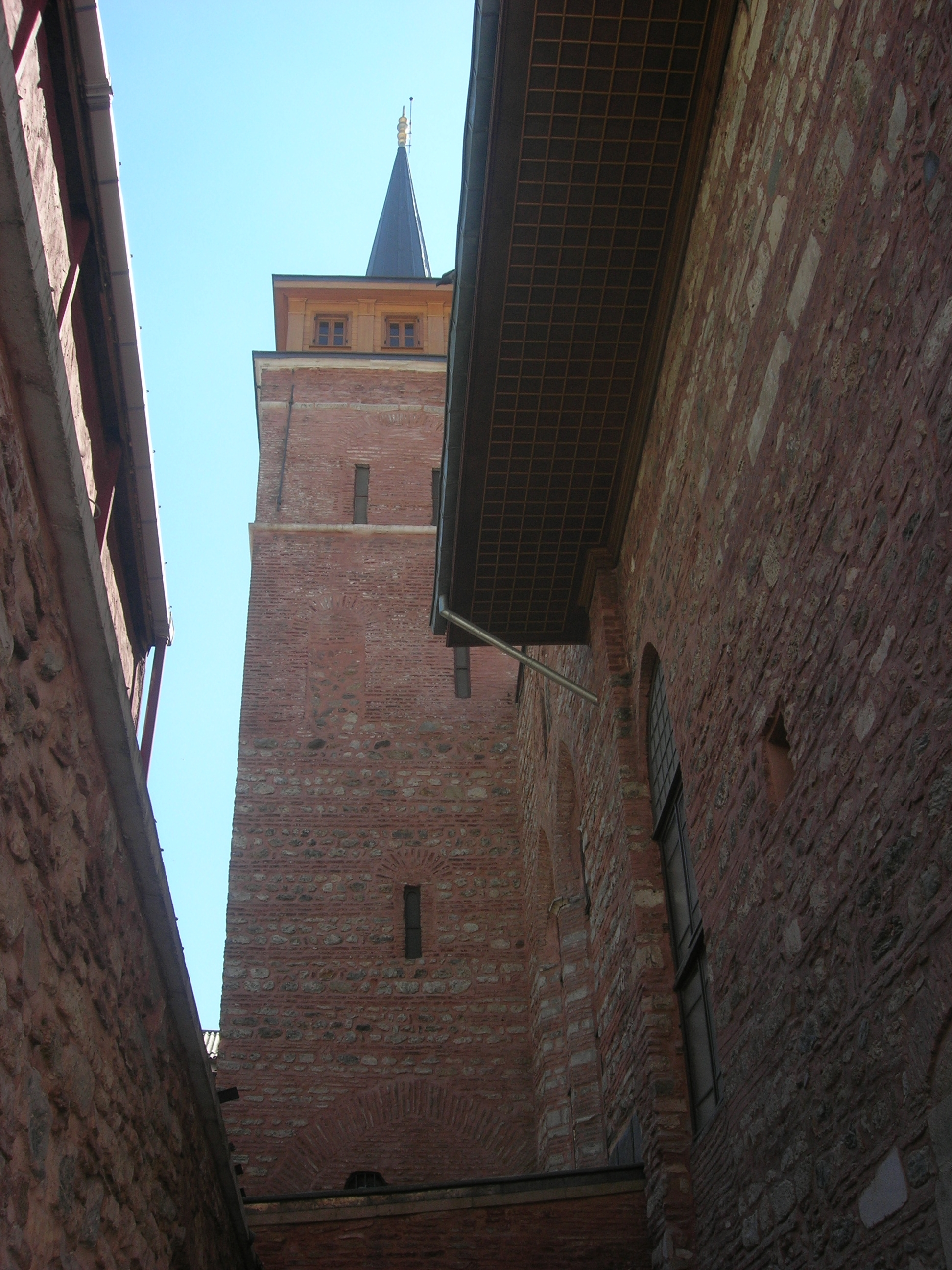
Altra vista del minareto, attraverso il cortile.

Il portale in stile gotico, finestre con archi a sesto acuto ed una prominente torre campanaria (che venne trasformata in minareto con un tetto conico addizionale) distinguevano l'edificio dalle altre chiese della città edificate in stile bizantino. D'altra parte, la tecnica usata per le pareti di mattoni era tipicamente locale ed alternava piccoli inserimenti di mattoni al bugnato.
La parete di nord-est era probabilmente fiancheggiata da una serie di cappelle, ognuna delle quali appartenente ad una nobile famiglia genovese. Una di esse era dedicata alla Vergine Maria ed un'altra a san Nicola. Nell'insieme, l'edificio ricorda le chiese di Chieri e Finale Ligure.
Il tetto piano in legno data dal restauro nel 1913-1919. In quell'occasione, l'altezza della costruzione venne ridotta e nella demolizione vennero alla luce molte lapidi genovesi. Durante lo stesso restauro, vennero ritrovati frammenti di affresco nei pressi del miḥrāb, ma vennero nuovamente nascosti.
Nel passaggio sotto il campanile, sono ancora visibili modanature e frammenti di pietre con stemmi che un tempo erano collocati lungo la parete. Sul lato nord dell'edificio si trova un grande cortile con una şadırvan (fonte per le abluzioni).
Oggi, la Arap Camii è la più grande moschea sulla sponda di Galata del Corno d'Oro. Si tratta di una delle moschee più interessanti della città per la sua architettura riferentesi al primo gotico italiano ed il campanile, che è praticamente rimasto inalterato anche dopo essere stato trasformato in un minareto.